# Gábor P. Szabó
Gábor Péter Szabó (14 de outubro de 1902 - 26 de fevereiro de 1950) foi um futebolista húngaro. 

## Carreira
Gábor Péter Szabó fez parte do elenco da Seleção Húngara de Futebol da Copa do Mundo de 1934 ele fez uma partida.

## Ligações Externas
- Perfil em Fifa.com (em inglês)